# Lingue jola
Le lingue jola o diola sono un gruppo di idiomi, strettamente imparentati, parlati in Senegal, Gambia e Guinea-Bissau. Appartengono al ramo delle lingue bak della famiglia linguistica delle lingue niger-kordofaniane (o niger-congolesi).
La lingua bayot, parlata nella zona di Ziguinchor in Senegal, è grammaticalmente identica allo jola, a parte il sistema pronominale che è differente, e circa metà del suo vocabolario. Quindi, a volte, viene considerato come una lingua isolata con sostanziali prestiti dallo jola. In ogni caso è chiaramente diversificata dalle altre lingue del gruppo.

## Classificazione
La classificazione secondo Ethnologue è la seguente (tra parentesi tonde il numero di lingue di ogni gruppo, tra parentesi quadre il codice ISO 639) 
- Lingua bayot [bda]
- Lingue jola proprie (9) 
  - Jola centrali (6) 
    - Gusilay (2) 
      - Lingua bandial  [bqj], parlata in una piccola area a sud del fiume Casamance
      - Lingua gusilay  [gsl], parlata nel villaggio di Tionk Essil

    - Her-Ejamat (2) 
      - Lingua ejamat o jola-felupe  [eja], parlata in alcuni villaggi a sud di Oussouye in Guinea-Bissau
      - Lingua kerak  [hhr], da alcuni considerata un dialetto dello jola-felupe

    - Lingua jola-fonyi  [dyo], detta anche kujamatay, parlata attorno a Bignona
    - Lingua jola-kasa  [csk], parlata nella zona di Oussouye
    - Karon-mlomp (2) 
      - Lingua karon  [krx], parlata lungo il fiume Casamance a sud di Diouloulou
      - Lingua mlomp  [mlo], parlata nel villaggio di Mlop

    - Lingua kuwaataay  [cwt], parlata lungo la riva meridionale del fiume Casamance

La lingua jola-fonyi viene considerata la lingua jola standard.